# Tanyproctus delesserti
Tanyproctus delesserti är en skalbaggsart som beskrevs av Reiche 1856. Tanyproctus delesserti ingår i släktet Tanyproctus och familjen Melolonthidae. Inga underarter finns listade i Catalogue of Life.